# River Arrow (vattendrag i Storbritannien, lat 52,20, long -2,72)
River Arrow är ett vattendrag i Storbritannien.   Det ligger i riksdelen England, i den södra delen av landet, 190 km väster om huvudstaden London.